# Radnice ve Svobodě nad Úpou
Radnice ve Svobodě nad Úpou v okrese Trutnov v Královéhradeckém kraji byla postavena na místě předchozí dřevěné budovy v neogotickém stylu v roce 1869.

## Historie
První písemná zmínka o radnici ve Svobodě nad Úpou pochází z roku 1587, kdy již radnice měla výčepní právo. V roce 1599 pak zasáhl radnici velký požár, jemuž budova podlehla. Další zpráva je potom z roku 1654, kdy říšský hrabě Jakub Weiher z Marienburgu městečku výčepní právo pro radnici potvrdil.
Jiné prameny hovoří o první písemné zmínce právě až v roce 1654 a velký požár datují do roku 1699. Budova byla každopádně víceúčelová - kromě výčepu sloužila jako úřad, městský soud a také útulek pro pocestné.
V roce 1779 udeřil do radniční věže blesk, ale vznikající požár se podařilo včas uhasit. V roce 1791 pak došlo k přestavbě budovy radnice, v roce 1869 potom byla původní dřevěná budova zcela zbourána a zednický mistr Antonín Gansel vybudoval novou jednopatrovou zděnou budovu radnice. Během této stavby byl na jednom z dřevěných trámů objeven letopočet 1677. V 19. století sloužilo přízemí radnice kromě pohostinství, která tam fungovalo od prvopočátku, také jako taneční sál. V roce 1919 byly do věže radnice osazeny nové věžní hodiny s průhledným ciferníkem a napojením na pouliční osvětlení. Staré radniční hodiny byly umístěny do věže kostela. I po první světové válce bylo přízemní radnice nadále pronajímáno jako hostinec.
V letech 1955–2001 bylo v budově provozováno kino Máj. V letech 2019 - 20 proběhla rekonstrukce budovy, která vnitřní prostory proměnila na šest nových bytů a multifunkční sál.

## Galerie

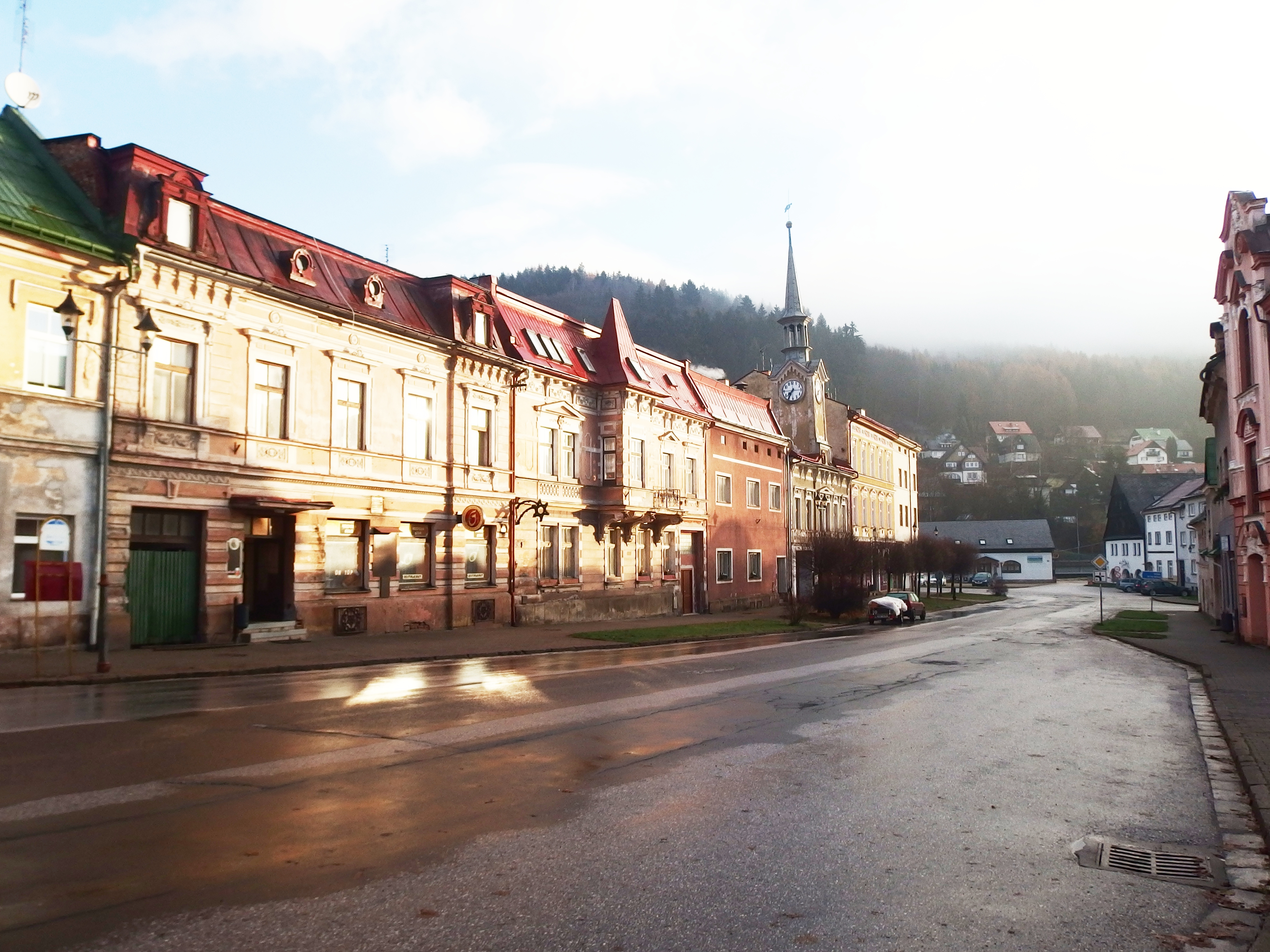
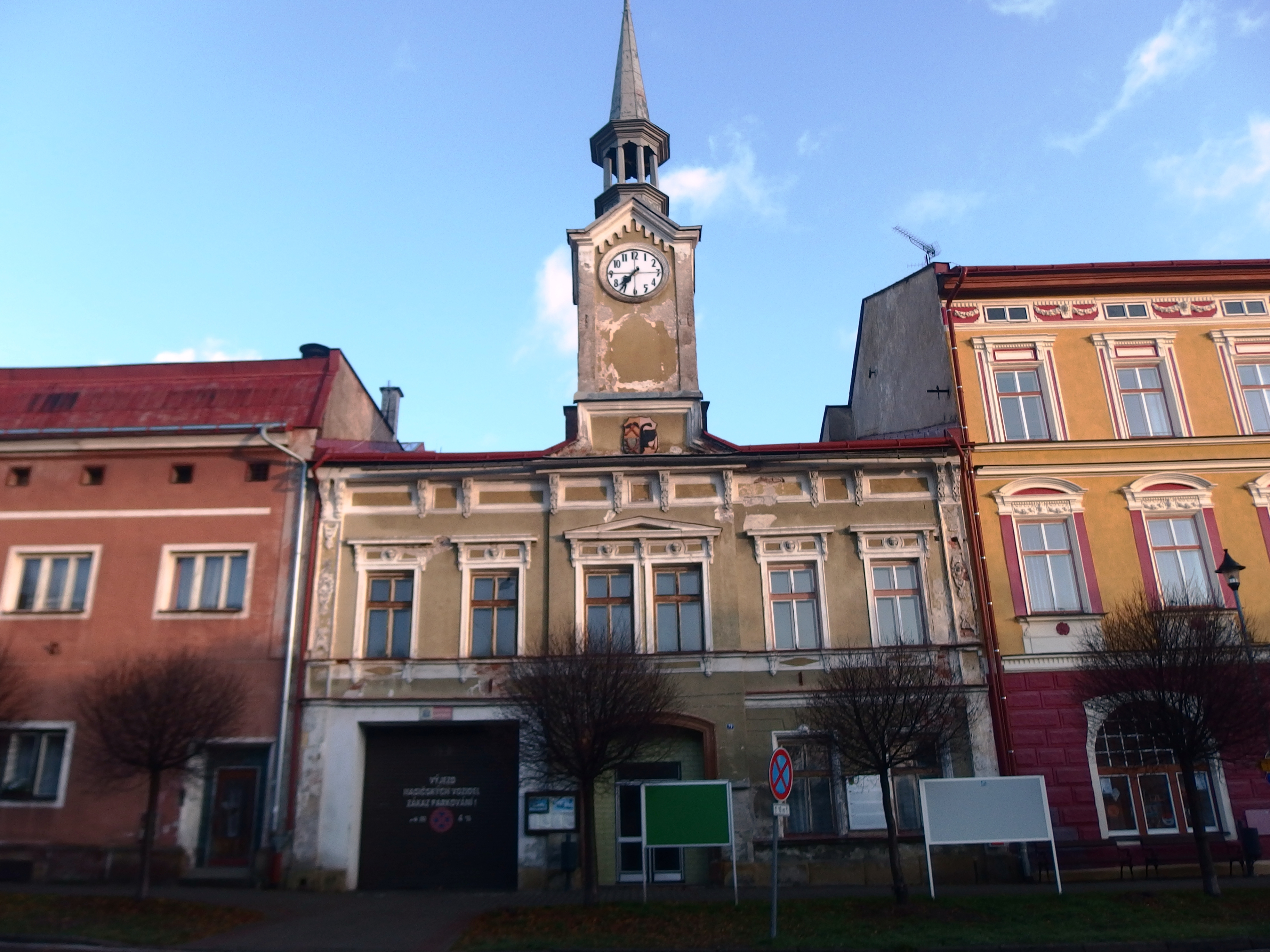
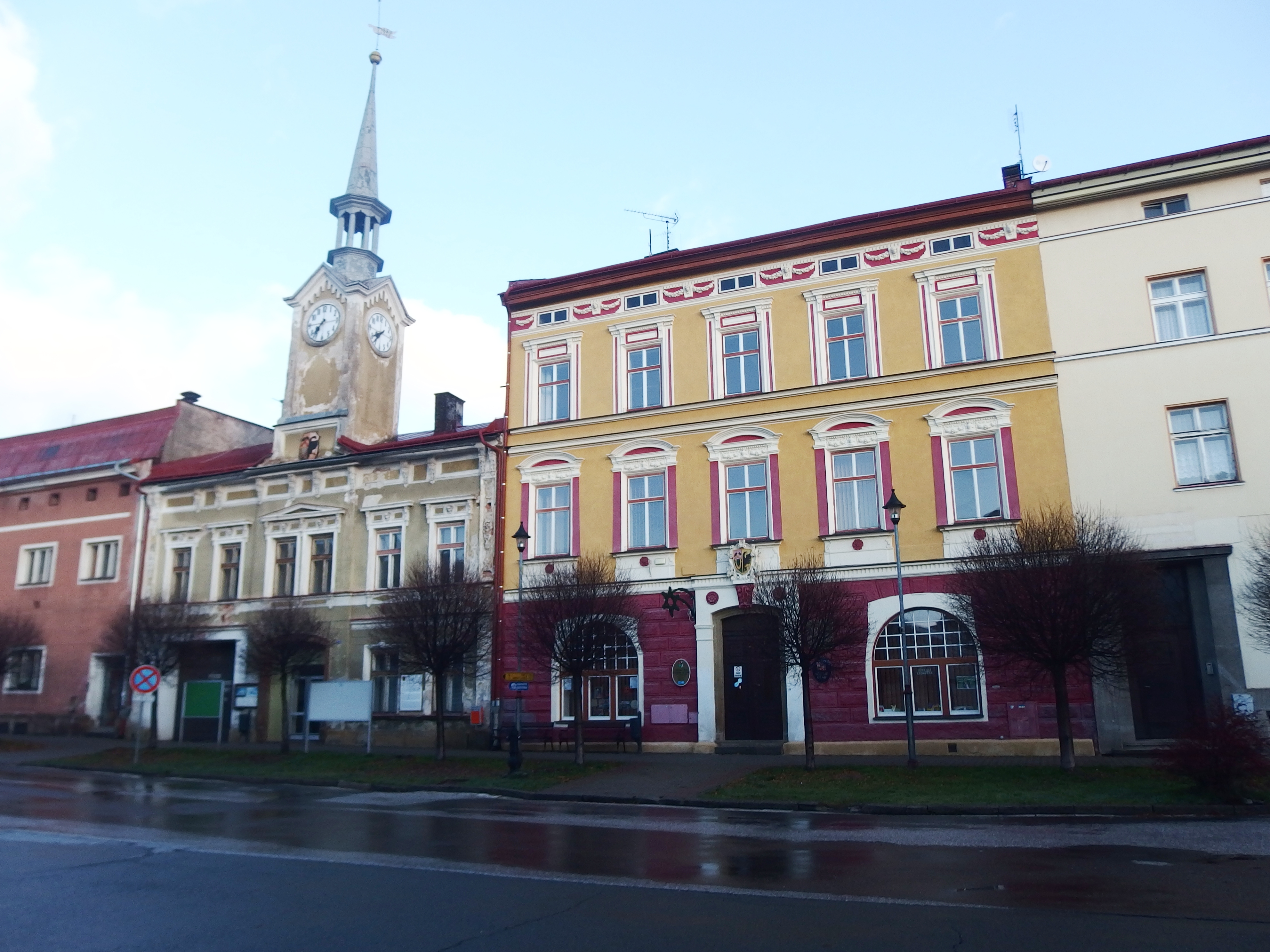
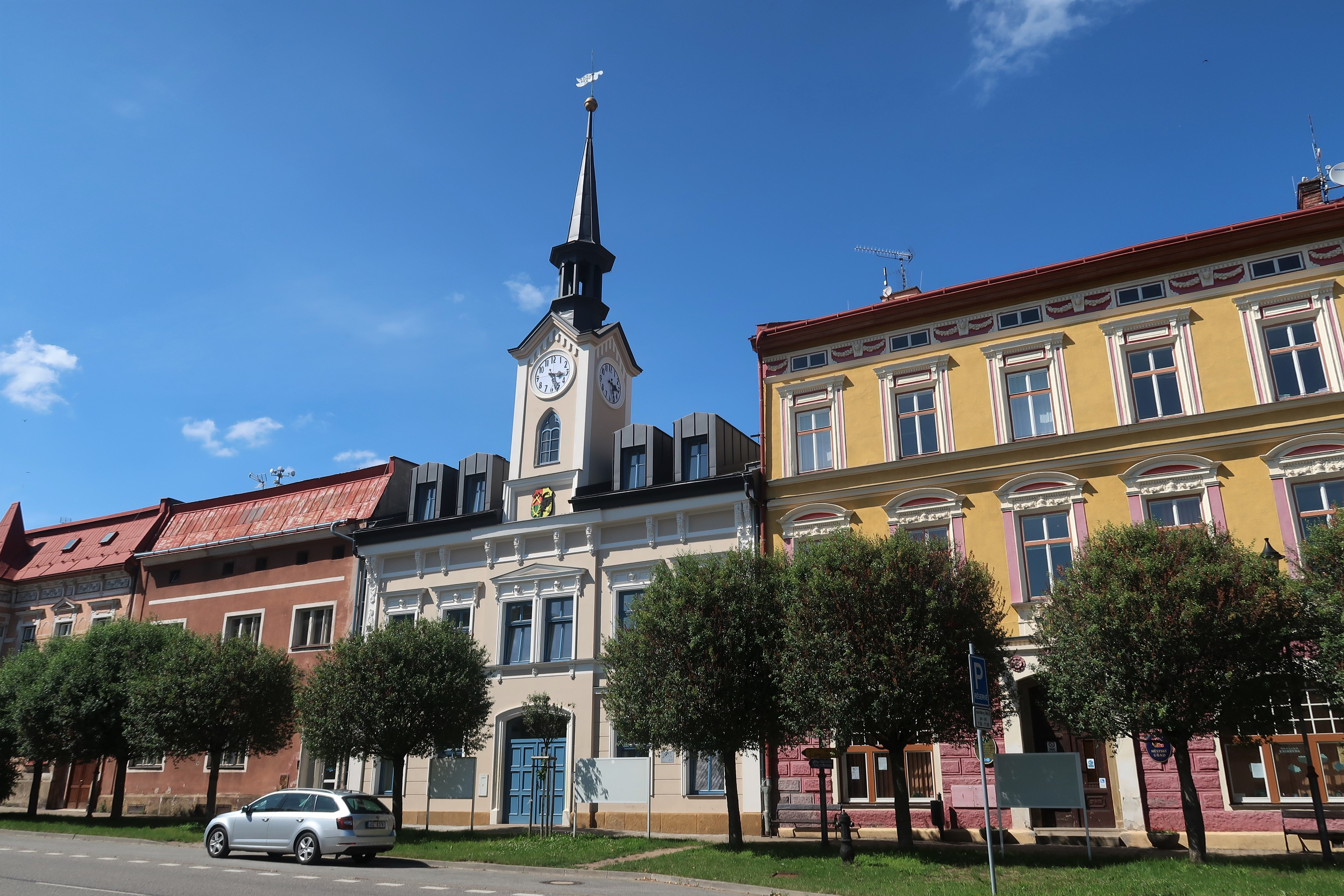
Radnice po rekonstrukci 2019–2020
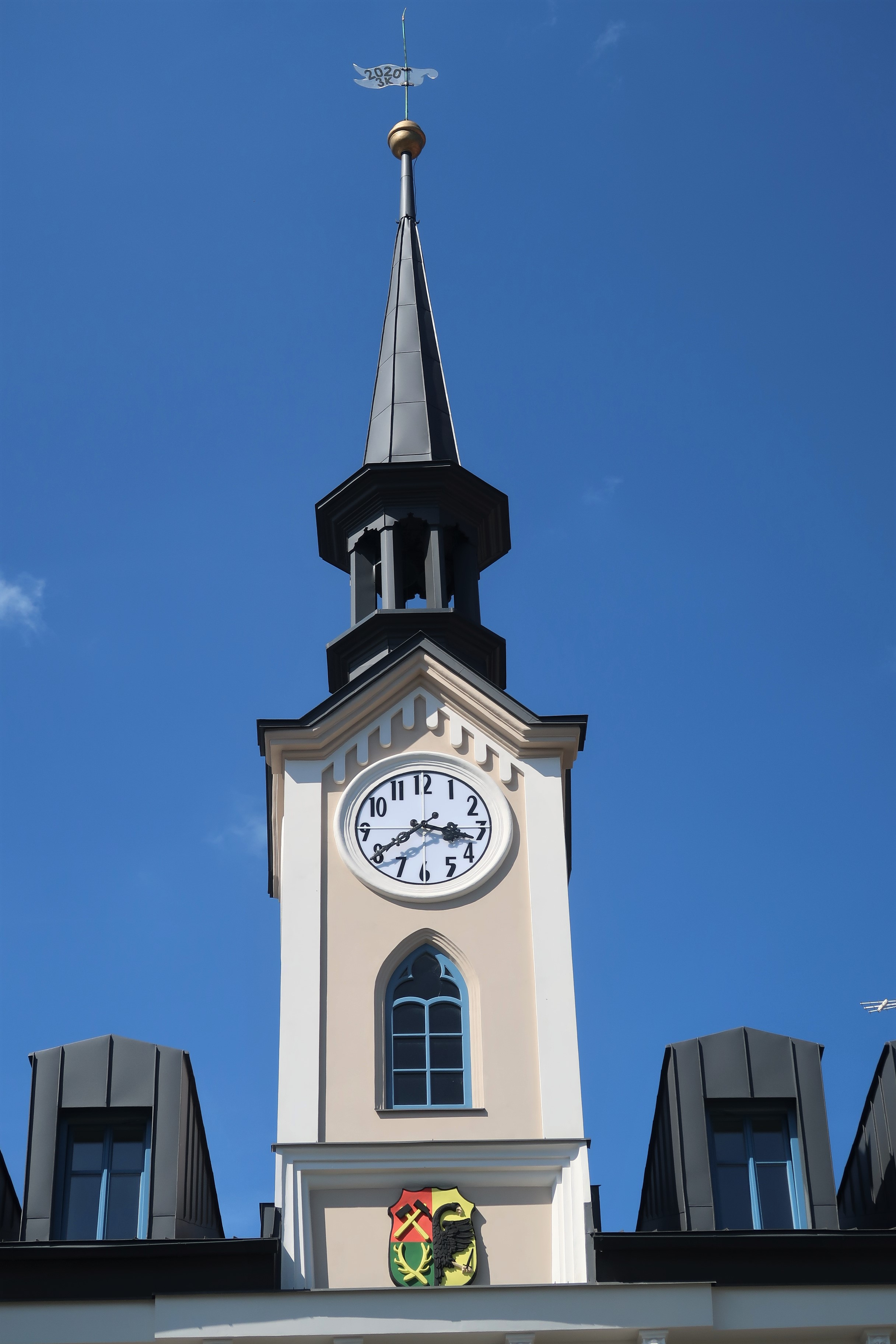
Radniční věž po rekonstrukci 2019–2020